# Babice (Zlín)
Babice (in tedesco Babitz) è un comune della Repubblica Ceca facente parte del distretto di Uherské Hradiště, nella regione di Zlín.